# Captura de Elatea
La captura de Elatea fue enfrentamiento armado que tuvo lugar en el año 198 a. C.
Después del intento fallido en el asedio de Corinto, el cónsul Tito Quincio Flaminino marchó con su ejército a Elatea, y sitió la ciudad. Los romanos atacaron la ciudad con un ariete, demoliendo parte de los muros. Cuando una parte del ejército romano estaba ocupado luchando contra la guarnición macedonia en el lugar de los muros derruidos, el resto de los legionarios escalaron los muros en todas las direcciones. Los sorprendidos defensores macedonios y residentes de la ciudad huyeron a la Acrópolis, pero pronto se rindieron ante Flaminino para garantizar una salida libre. Después de entrar Elatea, los romanos saquearon la ciudad y luego llevaron el botín a sus cuarteles de invierno en Fócida y Lócrida.